# Prefettura di Nzérékoré
Nzérékoré è una prefettura della Guinea nella regione di Nzérékoré, con capoluogo Nzérékoré.
La prefettura è divisa in 11 sottoprefetture:
- Bounouma
- Gouécké
- Kobéla
- Koropara
- Koulé
- Nzérékoré
- Palé
- Samoé
- Soulouta
- Womey
- Yalenzou